# Pachycormus

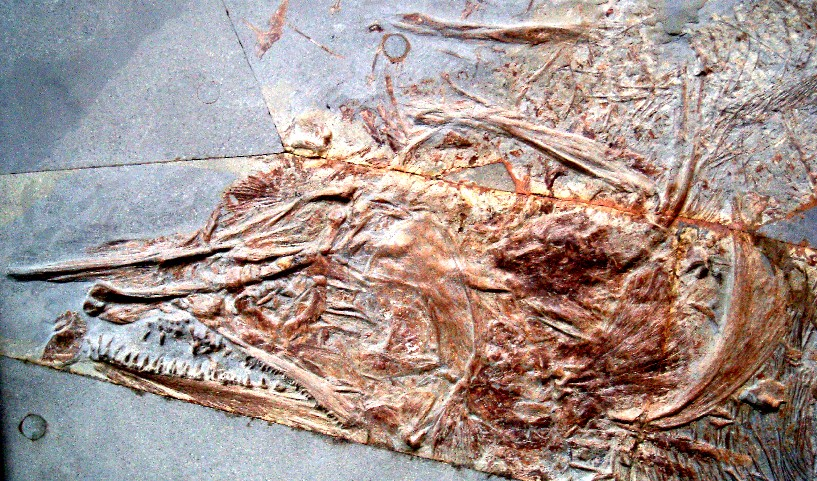
fossil av Pachycormus esocinus

Pachycormus är ett utdött släkte av fiskar som levde under juraperioden. Den var 1 meter lång. 